# Tour de Suisse 2019
83. ročník etapového cyklistického závodu Tour de Suisse se konal mezi 15. a 23. červnem 2019 ve Švýcarsku. Celkovým vítězem se stal Kolumbijec Egan Bernal z týmu Team Ineos před druhým Rohanem Dennisem (Bahrain–Merida) a třetím Patrickem Konradem (Bora–Hansgrohe).

## Týmy
Závodu se účastnilo všech 18 UCI WorldTeamů společně s dvěma UCI Professional Continental týmy a švýcarským národním týmem. Každý z 21 týmů přijel se 7 jezdci, na start se tedy postavilo 147 jezdců. Do cíle v Gomsu dojelo 115 jezdců.
UCI WorldTeamy
- AG2R La Mondiale
- Astana
- Bahrain–Merida
- Bora–Hansgrohe
- CCC Team
- Deceuninck–Quick-Step
- EF Education First
- Groupama–FDJ
- Lotto–Soudal
- Mitchelton–Scott
- Movistar Team
- Team Dimension Data
- Team Ineos
- Team Jumbo–Visma
- Team Katusha–Alpecin
- Team Sunweb
- Trek–Segafredo
- UAE Team Emirates

UCI Professional Continental týmy
- Rally UHC Cycling
- Total Direct Énergie

Národní týmy
- Švýcarsko

## Trasa a etapy
| Etapa         | Datum         | Trasa                                     | Vzdálenost | Typ       | Typ                  | Vítěz                   |           |
| ------------- | ------------- | ----------------------------------------- | ---------- | --------- | -------------------- | ----------------------- | --------- |
| 1             | 15. června    | Langnau im Emmental - Langnau im Emmental | 9,5 km     |           | Individuální časovka | Rohan Dennis (AUS)      |           |
| 2             | 16. června    | Langnau im Emmental - Langnau im Emmental | 159,6 km   |           | Zvlněná etapa        | Luis León Sánchez (ESP) |           |
| 3             | 17. června    | Flamatt - Murten                          | 162,3 km   |           | Rovinatá etapa       | Peter Sagan (SVK)       |           |
| 4             | 18. června    | Murten - Arlesheim                        | 163,9 km   |           | Zvlněná etapa        | Elia Viviani (ITA)      |           |
| 5             | 19. června    | Münchenstein - Einsiedeln                 | 177 km     |           | Zvlněná etapa        | Elia Viviani (ITA)      |           |
| 6             | 20. června    | Einsiedeln - Flumserberg                  | 120,2 km   |           | Středně těžká etapa  | Antwan Tolhoek (NED)    |           |
| 7             | 21. června    | Unterterzen - Gotthardský průsmyk         | 216,6 km   |           | Horská etapa         | Egan Bernal (COL)       |           |
| 8             | 22. června    | Goms - Goms                               | 19,2 km    |           | Individuální časovka | Yves Lampaert (BEL)     |           |
| 9             | 23. června    | Goms - Goms                               | 144,4 km   |           | Zvlněná etapa        | Hugh Carthy (GBR)       |           |
| Celková délka | Celková délka | Celková délka                             | 1172,7 km  | 1172,7 km | 1172,7 km            | 1172,7 km               | 1172,7 km |

## Průběžné pořadí
| Etapa          | Vítěz             | Celkové pořadí | Bodovací soutěž | Vrchařská soutěž | Soutěž mladých jezdců | Soutěž týmů       |
| -------------- | ----------------- | -------------- | --------------- | ---------------- | --------------------- | ----------------- |
| 1              | Rohan Dennis      | Rohan Dennis   | Rohan Dennis    | neuděleno        | Søren Kragh Andersen  | Bora–Hansgrohe    |
| 2              | Luis León Sánchez | Kasper Asgreen | Rohan Dennis    | Claudio Imhof    | Kasper Asgreen        | Team Sunweb       |
| 3              | Peter Sagan       | Peter Sagan    | Peter Sagan     | Claudio Imhof    | Kasper Asgreen        | Team Sunweb       |
| 4              | Elia Viviani      | Peter Sagan    | Peter Sagan     | Claudio Imhof    | Kasper Asgreen        | Team Sunweb       |
| 5              | Elia Viviani      | Peter Sagan    | Peter Sagan     | Claudio Imhof    | Kasper Asgreen        | Team Sunweb       |
| 6              | Antwan Tolhoek    | Egan Bernal    | Peter Sagan     | Claudio Imhof    | Egan Bernal           | UAE Team Emirates |
| 7              | Egan Bernal       | Egan Bernal    | Peter Sagan     | Egan Bernal      | Egan Bernal           | Movistar Team     |
| 8              | Yves Lampaert     | Egan Bernal    | Peter Sagan     | Egan Bernal      | Egan Bernal           | Movistar Team     |
| 9              | Hugh Carthy       | Egan Bernal    | Peter Sagan     | Hugh Carthy      | Egan Bernal           | Movistar Team     |
| Konečné pořadí | Konečné pořadí    | Egan Bernal    | Peter Sagan     | Hugh Carthy      | Egan Bernal           | Movistar Team     |

## Konečné pořadí
| Legenda | Legenda                            | Legenda | Legenda                                 |
| ------- | ---------------------------------- | ------- | --------------------------------------- |
|         | Označuje vítěze celkového pořadí.  |         | Označuje vítěze bodovací soutěže.       |
|         | Označuje vítěze vrchařské soutěže. |         | Označuje vítěze soutěže mladých jezdců. |
|         | Označuje vítěze soutěže týmů.      |         |                                         |

### Celkové pořadí
| Pořadí | Jezdec             | Tým                   | Čas         |
| ------ | ------------------ | --------------------- | ----------- |
| 1      | Egan Bernal        | Team Ineos            | 27h 43’ 10” |
| 2      | Rohan Dennis       | Bahrain–Merida        | + 19”       |
| 3      | Patrick Konrad     | Bora–Hansgrohe        | + 3’ 04”    |
| 4      | Tiesj Benoot       | Lotto–Soudal          | + 3’ 12”    |
| 5      | Jan Hirt           | Astana                | + 3’ 13”    |
| 6      | Simon Špilak       | Team Katusha–Alpecin  | + 3’ 48”    |
| 7      | Domenico Pozzovivo | Bahrain–Merida        | + 4’ 14”    |
| 8      | Carlos Betancur    | Movistar Team         | + 4’ 35”    |
| 9      | Enric Mas          | Deceuninck–Quick-Step | + 4’ 53”    |
| 10     | Nicolas Roche      | Team Sunweb           | + 5’ 27”    |

### Bodovací soutěž
| Pořadí | Jezdec             | Tým                   | Body |
| ------ | ------------------ | --------------------- | ---- |
| 1      | Peter Sagan        | Bora–Hansgrohe        | 37   |
| 2      | Elia Viviani       | Deceuninck–Quick-Step | 32   |
| 3      | Rohan Dennis       | Bahrain–Merida        | 28   |
| 4      | Egan Bernal        | Team Ineos            | 27   |
| 5      | Matteo Trentin     | Mitchelton–Scott      | 22   |
| 6      | Hugh Carthy        | EF Education First    | 20   |
| 7      | Kasper Asgreen     | Deceuninck–Quick-Step | 18   |
| 8      | Luis León Sánchez  | Astana                | 12   |
| 9      | Antwan Tolhoek     | Team Jumbo–Visma      | 12   |
| 10     | Domenico Pozzovivo | Bahrain–Merida        | 10   |

### Vrchařská soutěž
| Pořadí | Jezdec             | Tým                  | Body |
| ------ | ------------------ | -------------------- | ---- |
| 1      | Hugh Carthy        | EF Education First   | 60   |
| 2      | Egan Bernal        | Team Ineos           | 40   |
| 3      | Rohan Dennis       | Bahrain–Merida       | 33   |
| 4      | Lennard Kämna      | Team Sunweb          | 28   |
| 5      | Claudio Imhof      | Švýcarsko            | 25   |
| 6      | Domenico Pozzovivo | Bahrain–Merida       | 21   |
| 7      | Gavin Mannion      | Rally UHC Cycling    | 19   |
| 8      | Koen Bouwman       | Team Jumbo–Visma     | 18   |
| 9      | Mathias Frank      | AG2R La Mondiale     | 17   |
| 10     | Simon Špilak       | Team Katusha–Alpecin | 15   |

### Soutěž mladých jezdců
| Pořadí | Jezdec                 | Tým                   | Čas         |
| ------ | ---------------------- | --------------------- | ----------- |
| 1      | Egan Bernal            | Team Ineos            | 27h 43’ 10” |
| 2      | Tiesj Benoot           | Lotto–Soudal          | + 3’ 12”    |
| 3      | Enric Mas              | Deceuninck–Quick-Step | + 4’ 53”    |
| 4      | Aurélien Paret-Peintre | AG2R La Mondiale      | + 9’ 39”    |
| 5      | Lennard Kämna          | Team Sunweb           | + 9’ 42”    |
| 6      | Kilian Frankiny        | Groupama–FDJ          | + 11’ 03”   |
| 7      | Merhawi Kudus          | Astana                | + 18’ 11”   |
| 8      | Matteo Fabbro          | Team Katusha–Alpecin  | + 19’ 53”   |
| 9      | Hugh Carthy            | EF Education First    | + 20’ 23”   |
| 10     | Gino Mäder             | Team Dimension Data   | + 21’ 35”   |

### Soutěž týmů
| Pořadí | Tým                  | Čas         |
| ------ | -------------------- | ----------- |
| 1      | Movistar Team        | 83h 32’ 29” |
| 2      | Team Ineos           | + 1’ 47”    |
| 3      | Team Sunweb          | + 6’ 02”    |
| 4      | AG2R La Mondiale     | + 11’ 17”   |
| 5      | Astana               | + 15’ 55”   |
| 6      | Švýcarsko            | + 17’ 43”   |
| 7      | UAE Team Emirates    | + 19’ 05”   |
| 8      | Bahrain–Merida       | + 21’ 07”   |
| 9      | Trek–Segafredo       | + 23’ 12”   |
| 10     | Team Katusha–Alpecin | + 29’ 52”   |